# Фигероа, Карлос
Карлос Фернандо Фигероа Мартинес (исп. Carlos Fernando Figueroa Martínez; 19 апреля 1980, Гватемала, Гватемала) — гватемальский футболист, полузащитник.

## Клубная карьера
Фигероа начал карьеру в клубе «Депортиво Петапа». В 2002 году он перешёл в «Мунисипаль» в том же году Карлос дебютировал в Лиге Насьональ. С новым клубом он 7 раз выиграл национальное первенство. В 2008 году Фигероа покинул «Мунисипаль» и присоединился к «Шелаху». 24 августа в матче против «Халапы» он хабил свой первый гол за новую команду.
В 2009 году Фигероа решил попробовать свои силы за пределами родины и перешёл в парагвайскую «Олимпию». 21 февраля в матче против «Либертада» он забил свой первый гол за клуб из Асунсьона. Летом того же года Карлос вернулся в «Мунисипаль».
В 2010 году Фигероа во второй раз перешёл в «Шелаху» став чемпионом в её составе. Через год Карлос подписал соглашение с «Комуникасьонес». 15 января 2011 года в матче против своего бывшего клуба «Депортиво Петапа» он дебютировал за новую команду. 25 февраля в 2012 года в поединке против «Сучитепекеса» Фигероа забил свой первый гол за «Комуникасьонес». В составе команды Карлос ещё пять раз стал чемпионом страны.

## Международная карьера
17 января 2003 года в товарищеском матче против сборной Сальвадора Фигероа дебютировал за сборную Гватемалы. 18 февраля в поединке Кубка Наций Центарльной Америки против сборной Никарагуа Карлос забил свой первый гол за национальную команду.
В 2005 году Фигероа впервые принял участие в Золотом кубка КОНКАКАФ. На турнире он сыграл в матчах против команд Ямайки, Мексики и ЮАР.
В 2007 году Карлос во второй раз принял участие в Золотом кубка КОНКАКАФ. На турнире он сыграл в матчах против команд Сальвадора, США, Тринидада и Тобаго и Канады.
В 2011 году Фигероа во третий раз принял участие в розыгрыше Золотого кубка КОНКАКАФ. На турнире он сыграл в матче против Гондураса и Ямайки.
В 2015 году Карлос в четвёртый раз поехал в США для участия в розыгрыше Золотого кубка КОНКАКАФ. На турнире он сыграл в матче против сборной Кубы.

### Голы за сборную Гватемалы
| #   | Дата            | Место                               | Противник | Счёт | Результат | Соревнование                         |
| --- | --------------- | ----------------------------------- | --------- | ---- | --------- | ------------------------------------ |
| 01. | 18 февраля 2003 | Роммель Фернанадес, Панама, Панама  | Никарагуа | 5:0  | 5:0       | Кубок наций Центральной Америки 2003 |
| 02. | 23 февраля 2003 | Роммель Фернанадес, Панама, Панама  | Гондурас  | 2:0  | 2:1       | Кубок наций Центральной Америки 2003 |
| 03. | 3 июня 2004     | Кускатлан, Сан-Сальвадор, Сальвадор | Сальвадор | 0:2  | 0:3       | Товарищеский матч                    |
| 04. | 4 сентября 2010 | Локхарт, Форт-Лодердейл, США        | Никарагуа | 2:0  | 5:0       | Товарищеский матч                    |
| 05. | 12 октября 2012 | Матео Флорес, Гватемала, Гватемала  | Ямайка    | 1:0  | 2:1       | Чемпионат мира 2014 квалификация     |

## Достижения
Командные
 «Мунисипаль»
- Чемпионат Гватемалы по футболу — Апертура 2004
- Чемпионат Гватемалы по футболу — Клаусура 2005
- Чемпионат Гватемалы по футболу — Апертура 2005
- Чемпионат Гватемалы по футболу — Клаусура 2006
- Чемпионат Гватемалы по футболу — Апертура 2006
- Чемпионат Гватемалы по футболу — Клаусура 2008
- Чемпионат Гватемалы по футболу — Клаусура 2010

 «Шелаху»
- Чемпионат Гватемалы по футболу — Клаусура 2012

 «Комуникасьонеc»
- Чемпионат Гватемалы по футболу — Апертура 2013
- Чемпионат Гватемалы по футболу — Клаусура 2013
- Чемпионат Гватемалы по футболу — Апертура 2014
- Чемпионат Гватемалы по футболу — Клаусура 2014
- Чемпионат Гватемалы по футболу — Клаусура 2015